# Augustyn Rafalski
Augustyn Rafalski ps. „Wodzicki”, „Edmund”, „Pogrom” (ur. 26 kwietnia 1914 w Moszczenicy, zm. 22 lipca 1983) – członek Stronnictwa Narodowego, oficer Narodowej Organizacji Wojskowej i Armii Krajowej, szef dywersji i kontrwywiadu NOW w powiecie bocheńskim, działacz Stronnictwa Narodowego na emigracji.

## Życiorys
Augustyn Rafalski był synem Henryka i Marii ze Skoczków. Ukończył szkołę powszechną w rodzinnej wsi oraz Państwowe Gimnazjum im. Kazimierza Wielkiego w Bochni, gdzie związał się z ruchem narodowym, później został członkiem Stronnictwa Narodowego. Po odbyciu przeszkolenia wojskowego uzyskał stopień podporucznika rezerwy piechoty. Od 1937 roku studiował ekonomię, pracując jednocześnie w PKP.
W czasie okupacji niemieckiej zaangażował się w działalność konspiracyjną, uczestnicząc w tworzeniu struktur Narodowej Organizacji Wojskowej na terenie powiatu bocheńskiego. W 1941 roku został szefem wydziału dywersji Podokręgu Krakowskiego NOW. Był organizatorem i uczestnikiem licznych akcji rozbrajania żołnierzy niemieckich oraz napadów na spółdzielnie wiejskie w regionie. Rozpoznany podczas jednego z nich, był poszukiwany przez bocheńską Sicherheitspolizei, gestapo aresztowało jego dwóch młodszych braci, którzy zostali wywiezieni do KL Auschwitz. W 1942 roku za jego ujęcie wyznaczono 200 tysięcy złotych nagrody.
Od września 1943 do lata 1944 roku pełnił funkcję szefa kontrwywiadu Komendy Powiatowej NOW w Bochni. Zorganizował działającą na terenie powiatu bocheńskiego grupę dywersyjno-sabotażową. Po aresztowaniach członków Narodowej Organizacji Wojskowej i Armii Krajowej w drugiej połowie 1943 roku prowadził na swoim terenie dochodzenie, ujawniając konfidentów: Tadeusza Migasa, na którym wykonano wyrok śmierci, oraz jego siostrę Adelę Migas. Po scaleniu NOW z AK współorganizował stały oddział partyzancki w rejonie Bochni. Po wkroczeniu do Małopolski Armii Czerwonej utworzył i do czerwca 1945 roku dowodził oddziałem Narodowego Zjednoczenia Wojskowego o nazwie Armia Narodowa „Pogrom”. Poszukiwany przez NKWD i UB, wyjechał najpierw na Mazury, a w połowie 1946 roku przedostał się do Niemiec.
Po krótkim pobycie w obozie dla oficerów w Murnau zamieszkał w Monachium, gdzie związał się z emigracyjnymi strukturami Stronnictwa Narodowego. Używając nazwiska Kociołek zorganizował punkt przerzutowy dla kurierów utrzymujących kontakt z krajem, wykorzystując trasę przez radziecką strefę okupacyjną i granicę na Nysie. Formalnie pozostawał do 1948 roku pracownikiem Ministerstwa Spraw Wewnętrznych rządu londyńskiego, jednocześnie kontynuował studia ekonomiczne. Po zlikwidowaniu na przełomie 1948 i 1949 roku szlaku kurierskiego do Polski, zdecydował się na emigrację do Stanów Zjednoczonych. Zamieszkał w Fort Lauderdale na Florydzie, gdzie pracował jako kontroler w przemyśle zbrojeniowym. Na emeryturze osiadł w Hollywood. Zmarł 22 lipca 1983 roku.